# فراديس
فراديس هي إحدى القرى اللبنانية من قرى قضاء زغرتا في محافظة الشمال.